# Jason Sudeikis
Daniel Jason Sudeikis (n. 18 septembrie 1975) este un comediant și actor american. Face parte din echipa emisiunii de televiziune de mare succes Saturday Night Live. 

## Biografie
S-a născut în Fairfax, Virginia, fiul lui Kathryn (pe numele său de fată Wendt), agent de turism, președintele Societății Americane a Agenților de Turism și Dan Sudeikis, manager de dezvoltare la o companie. Fratele mamei sale este actorul George Wendt, bine cunoscut pentru rolul său Norm Peterson din serialul de succes Cheers. Bunica sa din partea tatălui a fost fotograful Tom Howard.. În familia sa sunt descendenți lituanieni din partea tatălui și germani și irlandezi din partea mamei.
Când era copil s-a mutat cu întreaga familie la Overland Park, Kansas, locul pe care îl consideră și acum casa sa. A urmat cursurile Școlii Elementare Brookridge, înainte de a fi transferat la Școala Catolică Holy Cross. În anul 1991 a început Liceul Jesuit Rockhurst, iar mai târziu s-a transferat la Liceul Shawnee Mission. Aici a făcut parte din echipa de baschet a liceului. A absolvit în 1994. Este mândru de originile sale și de multe ori își amintește de locurile natale în scheciurile din showul Saturday Night Live. Este fan declarat și „pe viață” al Kansas Jayhawks.
În 2003 a fost angajat scenarist al show-ului de televiziune, la recomandarea lui Jeff Richmond, soțul Tinei Fey, iar din 2005 a făcut parte din echipa acestui show, pe care l-a părăsit în iulie 2013.